# Trichiusa atra
Trichiusa atra är en skalbaggsart som beskrevs av Thomas Casey 1906. Trichiusa atra ingår i släktet Trichiusa och familjen kortvingar. Inga underarter finns listade i Catalogue of Life.